# Wisdom Mumba Chansa
Wisdom Mumba Chansa (Lusaka, 17 aprile 1964 – Oceano Atlantico, 27 aprile 1993) è stato un calciatore zambiano, di ruolo centrocampista.

## Carriera

### Nazionale
Partecipò alle Olimpiadi del 1988 e alla Coppa d'Africa nel 1992.

## Morte
Perì, assieme ai compagni di Nazionale, il 27 aprile 1993, coinvolto nel celebre disastro aereo dello Zambia.